# Chaetocercus
Chaetocercus är ett släkte med fåglar i familjen kolibrier som återfinns i Sydamerika. Det omfattar sex arter:
- Vitbukig skogsjuvel (C. mulsant)
- Brunbröstad skogsjuvel (C. bombus)
- Kragskogsjuvel (C. heliodor)
- Santamartaskogsjuvel (C. astreans)
- Esmeraldasskogsjuvel (C. berlepschi)
- Roststjärtad skogsjuvel (C. jourdanii)